# Victoria Cross (métro de Sydney)
Victoria Cross est une station de métro en Nouvelle-Galles du Sud, en Australie. Située sur la seule ligne du métro de Sydney entre Crows Nest et Barangaroo, elle a été mise en service le 19 août 2024.

## Histoire
En juin 2017, des changements sont annoncés, notamment l'ajout d'une entrée supplémentaire sur la rue McLaren. Cette seconde entrée est remarquable car elle est la première entrée par ascenseur en Australie, et consiste en quatre ascenseurs capables de transporter 27 personnes chacun.
La station ouvre le 19 août 2024.